# Nuit du Hack
La Nuit du Hack est une convention de sécurité informatique française créée en 2001 par Paolo Pinto, alias CrashFR, expert en sécurité informatique et fondateur de l'association HackerzVoice. Paolo Pinto est mort en 2011, mais cette Nuit du Hack perdure, organisée par l'association depuis 2011, en partenariat pendant plusieurs années avec la société de sécurité créée par ce même Paolo Pinto, Sysdream.
La Nuit du Hack était un tournoi informatique sur une journée et une nuit entière, elle se tenait depuis 2011 au New York Hotel Convention Center à Disneyland Parisà Chessy (Seine-et-Marne), et clôturait Hack in Paris, un autre événement professionnel sur la sécurité informatique.
Depuis 2019, cet évènement est devenu « leHACK », et se tient désormais à la Cité des sciences et de l'industrie à Paris (Île-de-France).